# Daniel Braaten
Daniel Omuya Braaten (ur. 25 maja 1982 w Oslo) – piłkarz norweski pochodzenia nigeryjskiego, grający na pozycji skrzydłowego.

## Kariera klubowa
Matka Daniela pochodzi z Nigerii, ale on sam urodził się w stolicy Norwegii, Oslo. Jego pierwszym klubem w karierze piłkarskiej był tamtejszy Skeid Fotball i w 2000 roku, mając 18 lat, zadebiutował w rozgrywkach drugiej ligi norweskiej. W kolejnych sezonach był już podstawowym zawodnikiem tej drużyny. Latem 2004 roku zmienił barwy klubowe, gdy został zauważony przez kierownictwo pierwszoligowego Rosenborga Trondheim, ówczesnego mistrza Norwegii. W Rosenborgu szybko przebił się do wyjściowej jedenastki i już w swoim debiutanckim sezonie wywalczył mistrzostwo kraju. Po kolejny tytuł mistrzowski Braaten sięgnął z Rosenborgiem w 2006 roku, a jesienią 2007 po raz drugi wystąpił w fazie grupowej Ligi Mistrzów (pierwszy raz zagrał w tych rozgrywkach w 2004 roku). W drużynie Rosenborga występował do lata 2007 roku występując w 63 razy w barwach klubu z Trondheim i zdobywając 12 goli.
3 sierpnia 2007 roku Braaten podpisał kontrakt z angielskim Boltonem Wanderers, do którego trafił za 400 tysięcy funtów. W Premiership zadebiutował 15 sierpnia w przegranym 1:2 wyjazdowym meczu z Fulham F.C. 10 dni później strzelił jedynego gola w sezonie, w zwycięskim 3:0 meczu z Reading F.C. W Boltonie nie potrafił jednak wywalczyć miejsca w podstawowym składzie i wystąpił jedynie w 6 spotkaniach ligowych.
Latem 2008 roku Braaten odszedł do francuskiego pierwszoligowca Toulouse FC na zasadzie wymiany za Johana Elmandera. W Ligue 1 pierwszy raz wystąpił 10 sierpnia w meczu z Olympique Lyon (0:3).
W 2013 roku Braaten został zawodnikiem FC København. W 2015 przeszedł do Vålerenga Fotball. W 2016 został zawodnikiem SK Brann.
| Sezon   | Klub              | Kraj     | Rozgrywki      | Mecze | Bramki | Rozgrywki Europy   | Mecze | Bramki             |
| ------- | ----------------- | -------- | -------------- | ----- | ------ | ------------------ | ----- | ------------------ |
| 2000    | Skeid Fotball     | Norwegia | Adeccoligaen   | 12    | 0      | -                  | -     | -                  |
| 2001    | Skeid Fotball     | Norwegia | Adeccoligaen   | 28    | 3      | -                  | -     | -                  |
| 2002    | Skeid Fotball     | Norwegia | Adeccoligaen   | 25    | 4      | -                  | -     | -                  |
| 2003    | Skeid Fotball     | Norwegia | Adeccoligaen   | 21    | 6      | -                  | -     | -                  |
| 2004    | Skeid Fotball     | Norwegia | Adeccoligaen   | 14    | 9      | -                  | -     | -                  |
| 2004    | Rosenborg BK      | Norwegia | Tippeligaen    | 10    | 5      | -                  | -     | -                  |
| 2005    | Rosenborg BK      | Norwegia | Tippeligaen    | 19    | 2      | Liga Mistrzów UEFA | 7     | 1                  |
| 2006    | Rosenborg BK      | Norwegia | Tippeligaen    | 19    | 3      | Liga Mistrzów UEFA | 6     | 1                  |
| 2007    | Rosenborg BK      | Norwegia | Tippeligaen    | 15    | 2      | -                  | -     | -                  |
| 2007/08 | Bolton Wanderers  | Anglia   | Premier League | 6     | 1      | Liga Europy UEFA   | 5     | 0                  |
| 2008/09 | Toulouse FC       | Francja  | Ligue 1        | 30    | 1      | -                  | -     | -                  |
| 2009/10 | Toulouse FC       | Francja  | Ligue 1        | 32    | 4      | Liga Europy UEFA   | 7     | 1                  |
| 2010/11 | Toulouse FC       | Francja  | Ligue 1        | 32    | 5      | -                  | -     | -                  |
| 2011/12 | Toulouse FC       | Francja  | Ligue 1        | 31    | 1      | -                  | -     | -                  |
| 2012/13 | Toulouse FC       | Francja  | Ligue 1        | 31    | 2      | -                  | -     | -                  |
| 2013/14 | Toulouse FC       | Francja  | Ligue 1        | 2     | 0      | -                  | -     | -                  |
| 2013/14 | FC København      | Dania    | Superligaen    | 23    | 1      | 4                  | 1     | Liga Mistrzów UEFA |
| 2015    | Vålerenga Fotball | Norwegia | Tippeligaen    | 22    | 1      | -                  | -     | -                  |

Stan na: koniec 2015 r.

## Kariera reprezentacyjna
W reprezentacji Norwegii Braaten zadebiutował 22 stycznia 2004 roku w wygranym 3:0 towarzyskim spotkaniu ze Szwecją, rozegranym w Hongkongu. Pierwszego gola w kadrze narodowej zdobył w swoim trzecim występie, 20 kwietnia 2005 w sparingu z Estonią (2:1). Natomiast w eliminacjach do Euro 2008 zaliczył jedno trafienie, w wygranym 4:0 meczu z Węgrami.